# CJ Egan-Riley
Conrad Jaden "CJ" Egan-Riley, född 2 januari 2003 är en engelsk fotbollsspelare som spelar för Burnley.

## Karriär
Den 1 juli 2022 värvades Egan-Riley av Burnley, där han skrev på ett treårskontrakt. Den 30 januari 2023 lånades Egan-Riley ut till skotska Hibernian på ett låneavtal över resten av säsongen 2022/2023. Den 1 februari 2024 lånades han ut till nederländska PSV Eindhoven på ett låneavtal över resten av säsongen 2023/2024 och placerades direkt i klubbens reservlag Jong PSV i Eerste Divisie.